# مجموعة بي جي إي للطاقة
مجموعة الطاقة البولندية (اختصارًا: بي جي إي) بالبولندية: (PGE Polska Grupa Energetyczna SA أو PGE Group) هي شركة طاقة عامة مملوكة للدولة وتعتبر أكبر شركة لإنتاج الطاقة في بولندا. المجموعة مدرجة في بورصة وارسو وهي أحد مكونات مؤشر WIG30 .
يتم التحكم في المجموعة إلى حد كبير من قبل خزانة الدولة البولندية التي تمتلك اعتبارًا من 9 يوليو 2014 (58.39 ٪) من الشركة العامة المحدودة. بلغ إجمالي إيرادات الشركة لعام 2015، (7,240,443,225 مليار دولار أمريكي أو 28.542 مليار زلوتي بولندي) وقد خسرت الشركة صافي دخل قدره 769,430,640 ميلون دولار أمريكي أو 3.032 مليار زلوتي.

## التاريخ

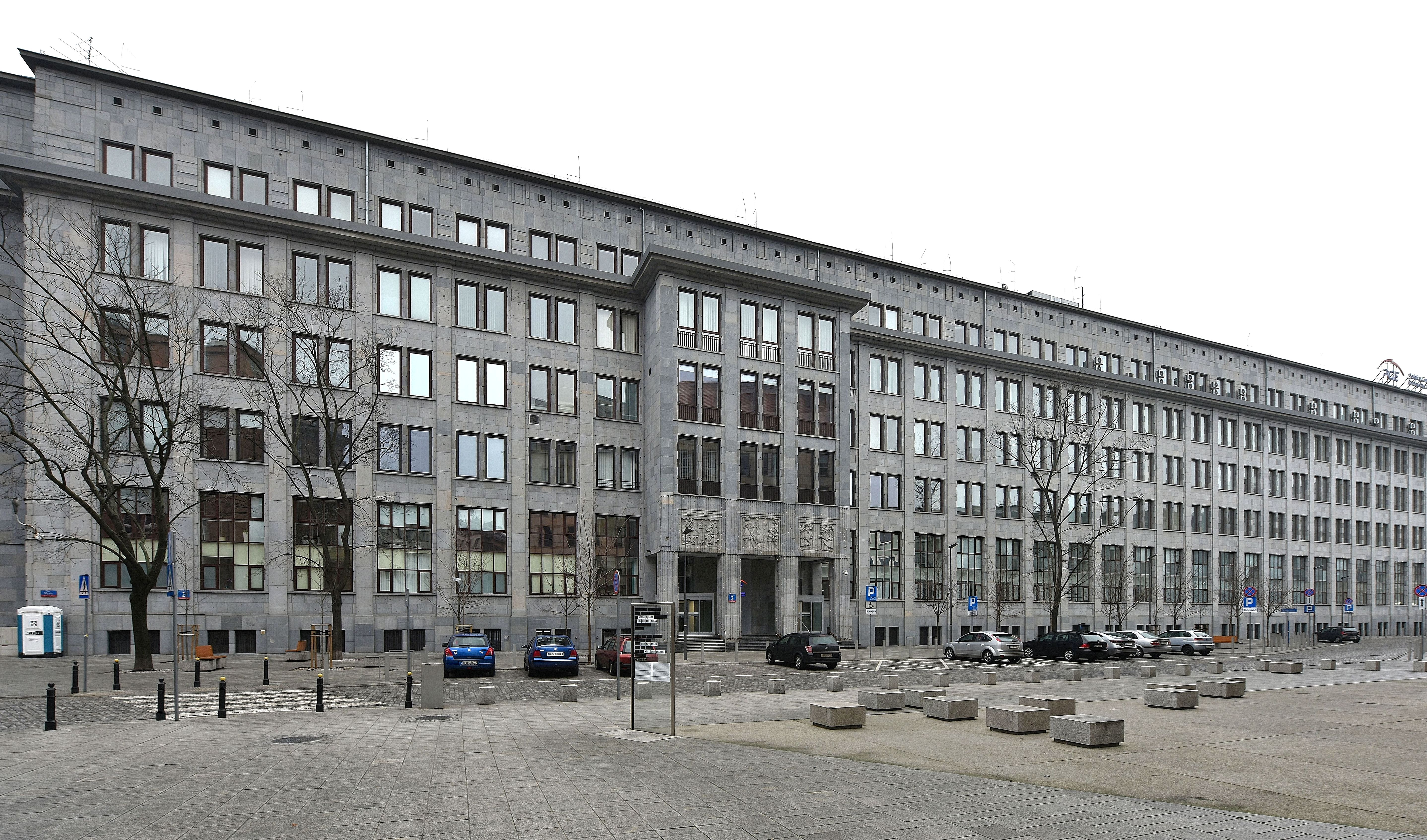
مقر الشركة في وارسو

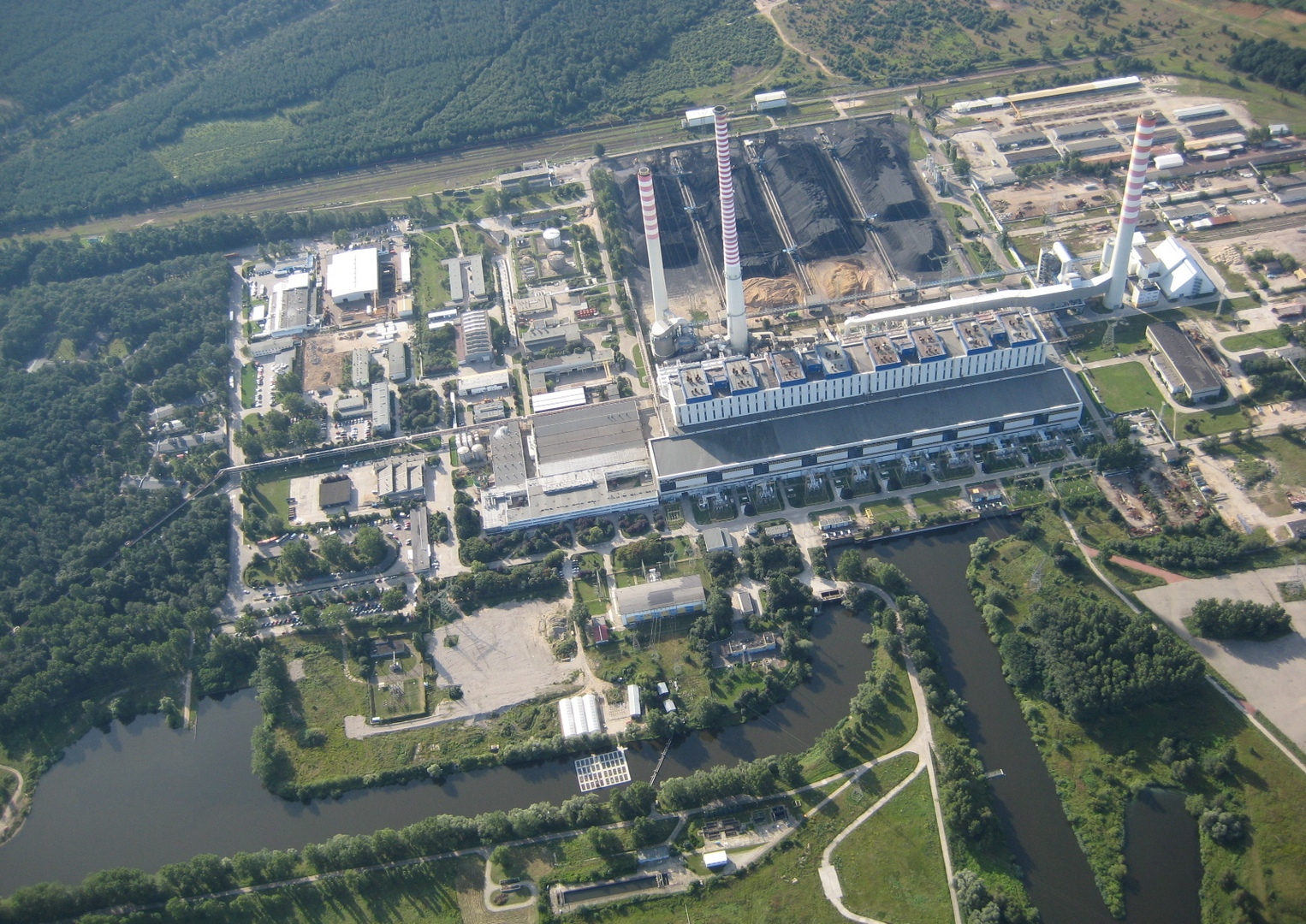
محطة دولنا أودرا للطاقة

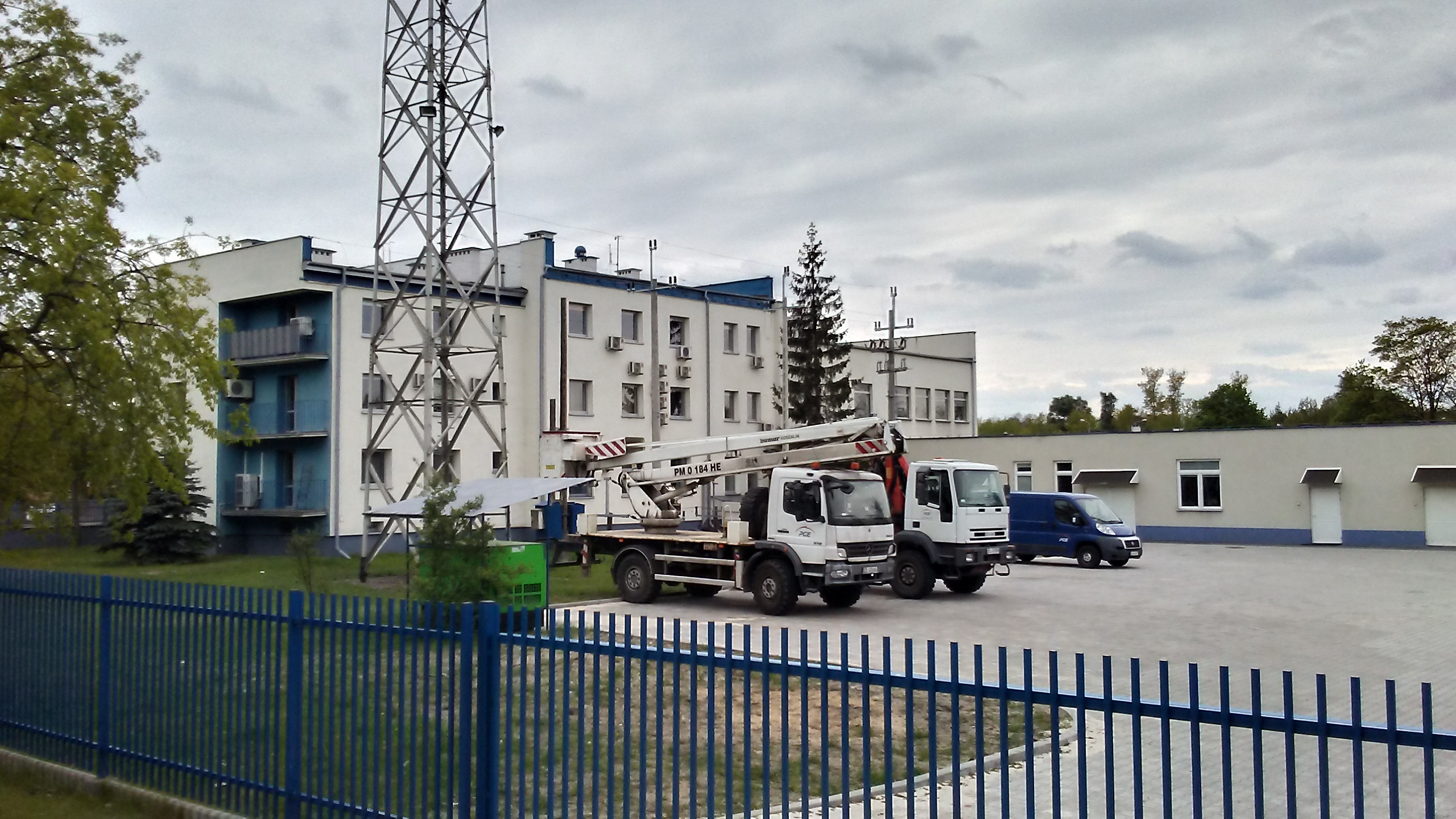
فرع بي جي إي في Tomaszów Mazowiecki (محافظة وودج)

تأسست مجموعة بي جي إي باسم Polskie Sieci Elektroenergetyczne SA (تُترجم باسم خطوط الطاقة الكهربائية البولندية) في عام 1990. في عام 2007، تم فصل قسم مشغل نظام النقل (PSE-Operator) عن مجموعة PSE SA. في 9 مايو 2007، تم إنشاء مجموعة الطاقة البولندية من خلال اندماج PSE و PGE Energia SA و BOT Górnictwo i Energetyka SA.
طرحت في 6 نوفمبر 2009 في الاكتتاب العام الأولي في بورصة وارسو. تم تضمينها يوم 19 مارس 2010 في WIG20.

## عمليات
تشغل مجموعة بي جي إي منجمين كبيرين للفحم البني وأكثر من 40 محطة طاقة، بما في ذلك محطة بيلشاتوف للطاقة. تشغل محطات الطاقة بشكل رئيسي بالفحم الصلب والفحم البني. وتتكون الشركة من ثماني شركات تشغيل أنظمة التوزيع وثماني شركات مبيعات التجزئة للكهرباء وشركة الجملة للكهرباء والشركات العاملة في الصناعات الأخرى (بما في ذلك الاتصالات). تمتلك بي جي إي حصة سوقية تبلغ 38٪ في توليد الكهرباء في بولندا وما يقدر بنحو 30٪ من حصة إمداد السوق بالكهرباء لعام 2015.

## الطاقة النووية
أعلنت الشركة عن خطة لبناء محطتين للطاقة النووية في بولندا في 15 يناير 2009. كما تشارك الشركة في مشروع محطة فيساجيناس للطاقة النووية.
اعتبارًا من 2018 لا تزال الحكومة البولندية تنظر في مسألة بناء أول محطة نووية،  ولكن في مايو 2018 بي جي إي قررت الإستثمار في طاقة الرياح البحرية بدلا من الطاقة النووية.

## رعاية
اشترت الشركة حقوق تسمية ملعب إنيرغا غدانسك، وهو ملعب كرة قدم في غدانسك، بولندا مقابل 35 مليون زلوتي (حوالي 8.9 مليون دولار) لمدة خمس سنوات. واشترت كأس العالم للدراجات النارية لعام 2010. اشترت المجموعة أيضا نادي PGE Skra Bełchatów لكرة الطائرة.

## روابط خارجية
- موقع الشركة